# Giovanni Abagnale
Giovanni Abagnale (* 11. ledna 1995, Gragnano) je italský veslař, účastník Letních olympijských her 2016 v Rio de Janeiru, odkud si přivezl bronzovou medaili ze soutěže dvojek bez kormidelníka, mistr Evropy 2017 ve čtyřce bez kormidelníka, má i stříbrnou medaili z MS a získal řadu prvenství v závodech Světového poháru.

## Sportovní začátky
Abagnale se narodil 11. ledna 1995 v městečku Gragnano v italské Kampánii poblíž Neapolského zálivu. Jako děcko soutěžil v plavání, hrál i basketbal, na radu svého učitele ve 14 letech začal s veslováním. Už o rok později, v roce 2011, reprezentoval Itálii v juniorských kategoriích. Z mistrovství světa juniorů v Etonu si přinesl jako člen italské osmy první zlatou medaili. Tento úspěch zopakoval na osmě i o rok později na MS v Plovdivu. V roce 2013 začal závodit na čtyřce bez kormidelníka a na MS juniorů v Trakai se zasloužil o stříbrnou medaili.

## Seniorská dráha
V kategorii dospělých začal závodit v roce 2014, kdy byl členem čtyřky bez kormidelníka, jež na mistrovství Evropy v Bělehradě získala bronzovou medaili (jejími členy byli dále Cesare Gabbia, Paolo Perino a Giuseppe Vicino). Na mistrovství světa toho roku v Amsterdamu skončili na 8. místě. V roce 2015 začal veslovat na dvojce bez kormidelníka, pokus o kvalifikaci na OH mu však na mistrovství světa na francouzském Lac d'Aiguebelette nevyšel, Italové skončili na šestém místě. Až výsledky ve Světovém poháru na jaře 2016 a v olympijské kvalifikaci v Lucernu (3. místo) zajistily Abagnaleovi a jeho partnerovi Marco di Costanzovi letenky do Ria. Po úspěchu na olympiádě se v roce 2017 vrátil do čtyřky bez kormidelníka a v sestavě Marco di Costanzo, Abagnale, Matteo Castaldo a Domenico Montrone získali titul evropského šampióna v Račicích a stříbrnou medaili na mistrovství světa v Sarasotě na Floridě za Austrálií.

## Abagnale na olympijských hrách 2016
Na Letních olympijských hrách v Rio de Janeiru svedli Abagnale a di Costanzo už v rozjížďce urputný boj s budoucími olympijskými šampióny z Nového Zélandu a těsně jim podlehli. I tak se dostali přímo do semifinále, které bylo velice těsné, o tři finálová místa se v prvním semifinále praly čtyři lodě, které zůstaly mezi sebou v intervalu 1,5 vteřiny, Italové zvítězili a smůlu naopak měli Nizozemci. Finále už přineslo o něco větší rozestupy, za vítěznými Novozélanďany doplulo duo Jihoafričanů a Abagnale s di Costanzem si zajistili bronzové medaile.